# Valentine Tessier
Valentine Tessier (Parijs, 5 augustus 1892 – Vallauris, 11 augustus 1981) was een Franse actrice. 

## Leven en werk

### Afkomst en opleiding
Tessier werd in Parijs geboren uit ouders van Russische afkomst. Op school hield ze enkel van de lessen voordracht. Nadat ze met grote moeite haar diploma had behaald werd ze in een naaiatelier tewerkgesteld. Haar hart ging echter uit naar de toneelwereld. Ze volgde acteerlessen aan het Conservatoire national supérieur d'art dramatique bij Paul Mounet tussen 1909 en 1912. Een jaar later ging haar toneelcarrière van start.

### Toneelcarrière
Tessier bouwde een heel drukke en vruchtbare carrière op de planken uit die ruim een halve eeuw overspande.
Ze debuteerde bij Jacques Copeau, een bekende toneelregisseur, -criticus en -pedagoog. Tijdens de Eerste Wereldoorlog ondernam het theatergezelschap van Copeau een lange tournee die haar onder meer in de Verenigde Staten bracht. In 1920 verscheen ze opnieuw in de Parijse theaters. 
Vanaf 1924 ging ze samenwerken met Louis Jouvet met wie ze nieuw toneelwerk op de planken bracht. Zo creëerde ze mee aan verscheidene stukken van Jean Giraudoux (Siegfried – 1928, Amphitryon 38 – 1929 en Intermezzo – 1933) en van Marcel Achard (Jean de la Lune – 1929 en Domino – 1932). Ook van Marcel Aymé, Roger Martin du Gard, Jules Romains en Steve Passeur vertolkte ze nieuw toneelwerk.
In 1967 nam ze afscheid van de bühne met het stuk met de toepasselijke titel La Visite de la vieille dame, het vaakst gespeelde stuk van Friedrich Dürrenmatt.

### Filmcarrière
In vergelijking met haar toneelactiviteiten oogde de filmcarrière van Tessier eerder bescheiden. In goed 45 jaar tijd (1928-1974) was ze slechts te zien in 26 films. 
Tessier debuteerde op het witte scherm in een tiental films (1911-1914) van Camille de Morlhon. Pas vijftien jaar later verscheen ze opnieuw om een bijrol te spelen in René Clairs komedie Un chapeau de paille d'Italie (1928).
Nog eens vijf jaar later werd ze door Jean Renoir gecast in haar eerste geluidsfilm: het drama Madame Bovary (1934), gebaseerd op de gelijknamige roman van Gustave Flaubert. De titelrol van de ongelukkig gehuwde en overspelige vrouw gaf haar de kans haar waar talent te tonen. Na die film speelde Tessier uitsluitend nog rijpere vrouwen. In die hoedanigheid werd ze twee keer gecast naast de prille Danielle Darrieux. Darrieux vertolkte de hoofdrol zowel in de tragikomedie Club de femmes (1936) (waarin Tessier dokter was) als in het drama Abus de confiance (1937) (waarin Tessier de vrouw was van de oudere man die door Darrieux belogen wordt).
Vermeldenswaardige vertolkingen waren nog:
- De antiquaire in het gerechtsdrama Justice est faite (1950) die als een van de gezworenen een oordeel moet vellen over een jonge vrouw die euthanasie heeft gepleegd om haar ongeneeslijk zieke geliefde onnodig lijden te besparen.

- De bordeelhoudster wier zoon volledig ontspoort in het zich tijdens de Tweede Wereldoorlog afspelend donker drama La neige était sale (1953), de verfilming van de gelijknamige roman van Georges Simenon.

- De Italiaanse edelvrouw Giulia Farnese die in het historisch drama Lucrèce Borgia (1953) de minnares werd van paus Alexander VI.

- De moeder van het jong wasvrouwtje dat de nieuwe sterdanseres wordt in de Moulin Rouge. Ruim dertig jaar na Madame Bovary bedacht Jean Renoir haar met deze bijrol in zijn French Cancan (1955), een tragikomische muziekfilm die veel kijkers lokte.

- De adellijke moeder van de liefdesconcurrente van de zigeunerin Esmeralda in Jean Delannoys op Victor Hugo gebaseerd historisch drama Notre-Dame de Paris (1956). Dankzij deze film proefde Tessier opnieuw van het succes.

- De gravin wier overlijden niet kan verhinderd worden nadat ze een anonieme brief heeft gekregen waarin staat dat ze heel spoedig zal sterven in de misdaadfilm Maigret et l'Affaire Saint-Fiacre (1959), naar de gelijknamige roman van Simenon. Delannoy castte Tessier hier voor de tweede keer.

- De titelrol van de tedere grootmoeder in de tragikomedie Églantine (1972), een gevoelig vrouwenportret van regisseur Jean-Claude Brialy.

### Privéleven
In 1913 werd Tessier de jarenlange minnares van uitgever Gaston Gallimard. Tijdens de theatertournee in de Verenigde Staten ontmoette ze de joodse journalist en schrijver Florent Fels. Ze trouwde met hem en samen kregen ze een dochter, Alice Felsemberg (1917-1964). Later had ze gedurende enkele jaren een relatie met de acteur Pierre Renoir.
Tessier overleed in 1981 op 89-jarige leeftijd aan de gevolgen van een bekkenfractuur.

## Filmografie (selectie)
- 1928 – Un chapeau de paille d'Italie (René Clair)
- 1933 – Madame Bovary (Jean Renoir)
- 1935 – Jérôme Perreau, héros des barricades (Abel Gance)
- 1936 – Club de femmes (Jacques Deval)
- 1937 – Abus de confiance (Henri Decoin)
- 1939 – La Charrette fantôme (Julien Duvivier)
- 1941 – L'Embuscade (Fernand Rivers)
- 1942 – Le Lit à colonnes (Roland Tual)
- 1950 – Justice est faite (André Cayatte)
- 1952 – Nez de cuir (Yves Allégret)
- 1953 – La neige était sale (Luis Saslavsky)
- 1953 – Lucrèce Borgia (Christian-Jaque)
- 1955 – French Cancan (Jean Renoir)
- 1956 – Notre-Dame de Paris (Jean Delannoy)
- 1959 – Maigret et l'Affaire Saint-Fiacre (Jean Delannoy)
- 1972 – Églantine (Jean-Claude Brialy)
- 1974 – Grandeur nature (Luis García Berlanga)

- Biblioteca Nacional de España: XX5113259
- Bibliothèque nationale de France: cb13954510t (data)
- Gemeinsame Normdatei: 1011405873
- International Standard Name Identifier: 0000 0000 5339 3312
- Library of Congress Control Number: nr99038049
- Nationale Bibliotheek van Israël: 987007440293105171
- Système universitaire de documentation: 176736506
- Virtual International Authority File: 71584091
- WorldCat: E39PBJrGwjdTBY4RHvGf4dwcT3